# Марземино
Марземино — красный итальянский сорт винограда, выращиваемый в основном в регионе Изера, к югу от Трентино. Это вино наиболее известно благодаря упоминанию в опере «Дон Жуан» Вольфганга Амадея Моцарта («Versa il vino! Eccellente Marzimino!»). Лоза созревает поздно и подвержена многим болезням винограда, включая оидиум. Вино, произведенное из винограда, имеет характерный темный оттенок и легкий сливовый вкус.
Ампелографы давно предполагают, что этот виноград возник в северной Италии . Недавнее профилирование ДНК, проведенное в исследовательском центре в Сан-Микеле-аль-Адидже, показало, что сорт Марземино имеет родственную связь с сортом винограда Марземина бьянка из Венето. Рефоско дал Педунколо Россо и Терольдего из Фриули-Венеция-Джулия и Трентино соответственно, что дает дополнительные доказательства его вероятного происхождения из этого региона.

## Винодельческие регионы

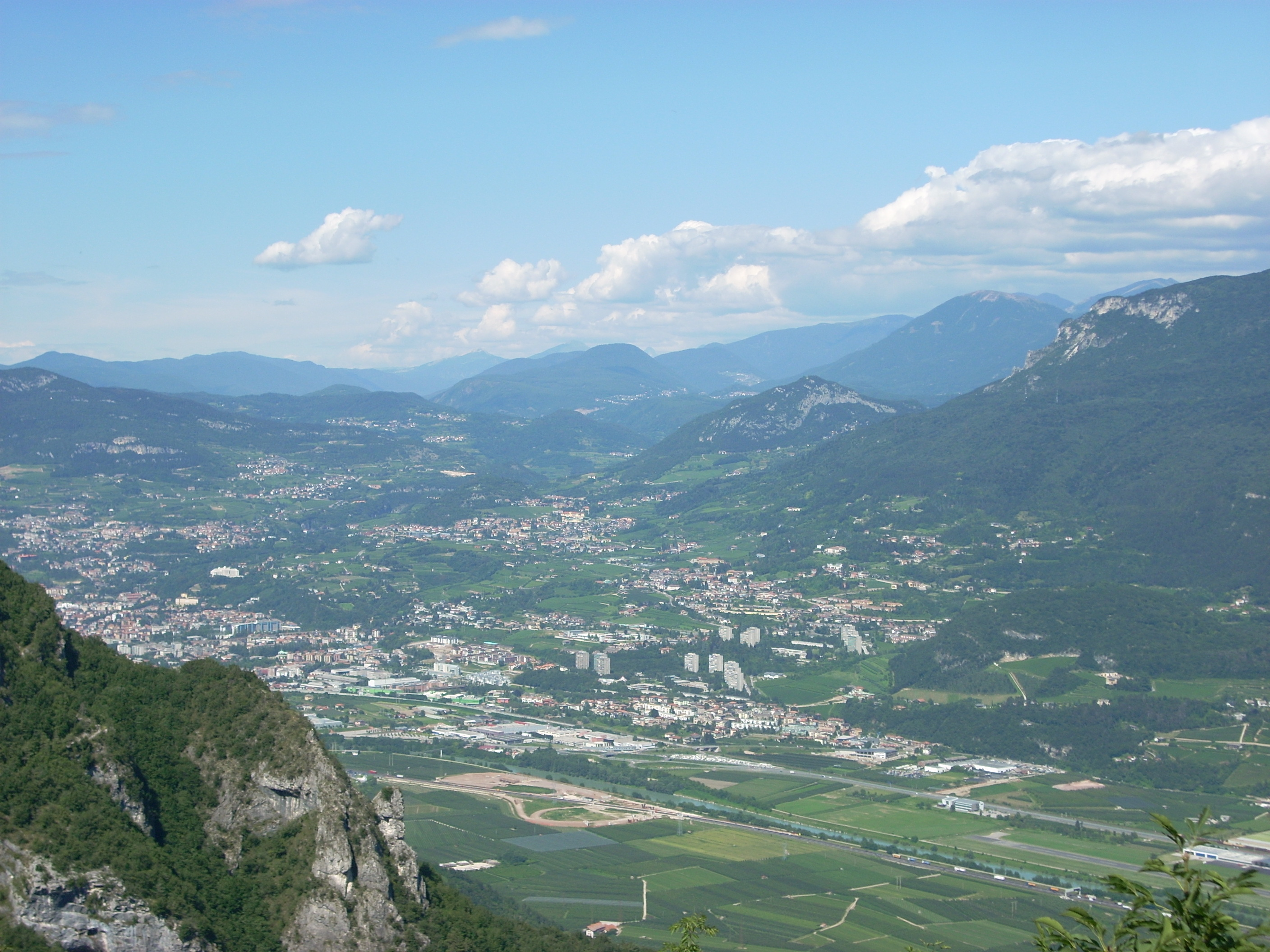
Регион Трентино, где выращивают Марземино.

Марцемино произрастает по всей северной Италии, особенно в винодельческих регионах Ломбардия, Трентино, Венето и Фриули-Венеция-Джулия. В Ломбардии его часто используют в качестве купажного винограда, чаще всего в паре с сортами Барбера, Гроппелло, Мерло или Санджовезе. В Трентино его часто производят как сортовое вино. Хотя считается, что он сыграл незначительную роль в истории Кьянти, сегодня его редко можно увидеть в Тоскане.

## Виноградарство и виноделие
Марземино очень восприимчив к различным грибковым заболеваниям и может быть склонен к высокой урожайности, с потерей требуемого качества. Виноградная лоза требует длительного вегетационного периода и созревает поздно. Из сорта Марземино можно производить легкие вина с живой кислотностью, которые могут быть слегка игристыми. В более прохладном климате кислотность может ощущаться как травяная с легкими нотками вишни. Некоторые образцы сладкого пассито из Марземино, часто смешанного с другими сортами винограда, можно также найти по всей северной Италии.

## В искусстве

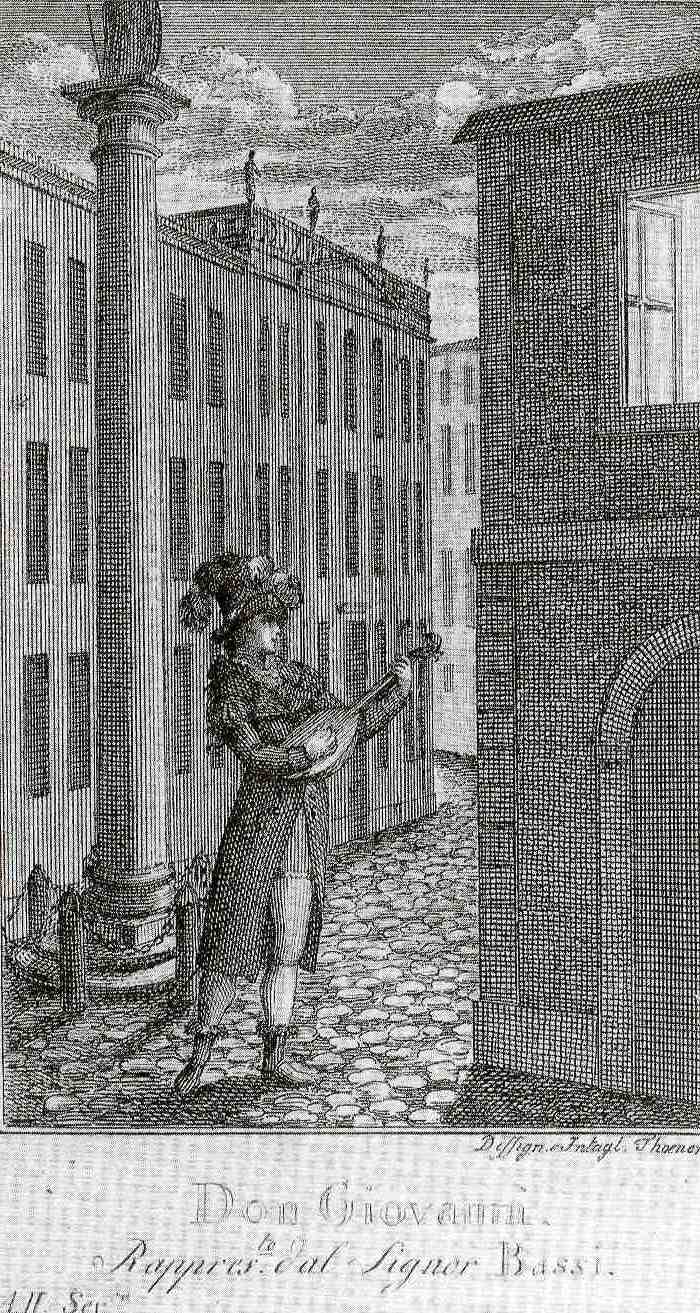
В опере «Дон Жуан» главный герой требует стакан марцимино в финальной сцене пира, как раз перед своим отправлением в ад.

В опере «Дон Жуан» главный герой Дон Жуан просит стакан марземино прямо перед своим схождением в ад.
Марземино известен под множеством синонимов по всей Италии. К ним относятся Бальзамина Нера, Барземин, Бассамино, Берземино Калопико, Боссамино, Магнакан, Марсемина, Марзамино, Марземин, Марземино д’Изера, Марземино Джентиле, Марземино Падовано, Мерземина и Ува Тедеско.